# Норовка (Вологодская область)
Норовка — деревня в Шекснинском районе Вологодской области.
Входит в состав сельского поселения Чуровского, с точки зрения административно-территориального деления — в Чуровский сельсовет.
Расстояние по автодороге до районного центра Шексны — 14 км, до центра муниципального образования Чуровского — 6 км. Ближайшие населённые пункты — Демсино, Потрекичево, Пахомово, Семкино, Ельцово, Кукино.
По переписи 2002 года население — 10 человек.
В деревне родился Герой Советского Союза Алексей Сапожников.